# Louis Hardiquest
Louis Hardiquest, född den 15 oktober 1910 i Hoegaarden, död 20 januari 1991 på samma plats, var en belgisk landsvägscyklist som var professionell från 1932 till 1940. hans främsta merit är segern i Flandern runt 1936. Även andraplatserna i Paris–Roubaix 1938, Paris–Bryssel 1935, Scheldeprijs 1933 och totalt i Paris–Nice 1933 är värda att nämna.

## Meriter

### Landsväg
| 1932 Vinnare av etapp 1 i Volta a Catalunya 1933 Vinnare av Omloop der Vlaamse Gewesten 2:a totalt i Paris–Nice 2:a i Scheldeprijs 1934 Vinnare av Omloop der Vlaamse Gewesten 8:a i Paris–Roubaix 10:a i Paris–Bryssel 1935 Vinnare av etapp 1 i Tour de l'Ouest 2:a i Paris–Bryssel 2:a i Paris–Rennes 3:a i Liège–Bastogne–Liège 9:a i Paris–Tours | 1936 Vinnare av Flandern runt Vinnare av etapp 8 i Tour de l'Ouest 2:a i linjelopp vid Belgiska mästerskapen 6:a i Liège–Bastogne–Liège 10:a i Paris–Tours 1937 Vinnare av GP van Haspengouw 3:a i Flandern runt 1938 2:a i Paris–Roubaix 2:a i Dokter Tistaertprijs 4:a i Flandern runt 9:a i Liège–Bastogne–Liège 1939 2:a i GP Stad Vilvoorde |

### Cykelcross
| 1931/1932 3:a vid Belgiska mästerskapen 1932/1933 10:a vid Belgiska mästerskapen | 1936/1937 7:a vid Belgiska mästerskapen 1938/1939 10:a vid Belgiska mästerskapen |